# 玛丽娜·莫法
玛丽娜·莫法（英語：Marina Moffa，1964年4月17日—），澳大利亚女子篮球运动员。她曾代表澳大利亚国家队参加1984年和1988年夏季奥林匹克运动会篮球比赛，最好名次是1988年奥运会的第四名。